# Montaignac-Saint-Hippolyte
Montaignac-Saint-Hippolyte korábbi község Franciaországban, Corrèze megyében. 2022. január 1-jén Le Jardin korábbi községgel egyesült és az így létrejött Montaignac-sur-Doustre új község része lett.
Lakosainak száma 589 fő (2018. január 1.). Montaignac-Saint-Hippolyte Champagnac-la-Noaille, Chapelle-Spinasse, Eyrein, Le Jardin, Rosiers-d’Égletons és Saint-Hilaire-Foissac községekkel határos.

## Népesség
A település népességének változása:
| Lakosok száma | 681  | 541  | 579  | 565  | 550  | 548  | 541  | 587  | 581  | 589  |
|               | 1968 | 1975 | 1982 | 1999 | 2006 | 2011 | 2013 | 2016 | 2017 | 2018 |